# Сусанне Росенквіст
Сусанне Росенквіст  (швед. Susanne Rosenqvist, 26 листопада 1967) — шведська веслувальниця, олімпійська медалістка.

## Виступи на Олімпіадах
| Олімпіада      | Дисципліна                    | Місце |
| -------------- | ----------------------------- | ----- |
| Барселона 1992 | байдарка-четвірка, 500 метрів | 3     |
| Атланта 1996   | байдарка-четвірка, 500 метрів | 3     |